# گروه خودروسازی پنسکی
گروه خودروسازی پنسکی (انگلیسی: Penske Automotive Group) شرکت خودروسازی آمریکایی است، که در سال ۱۹۹۰ توسط راجر پنسکی تأسیس شد.